# Памятник Теодоросу Колокотронису
Афинский Памятник Теодоросу Колокотронису — конный памятник греческому полководцу, генералу периода национально-освободительной революции 1821-29 годов Теодоросу Колокотронису в столице Греции Афинах, один из красивейших городских монументов.

## Расположение и история установления
Афинский памятник Теодоросу Колокотронису размещен на небольшой площадке перед зданием Национального исторического музея (так называемый Старый греческий парламент) на улице Стадиу в центре города.
Автор памятника — греческий скульптор Лазарос Сохос — ваял греческого национального героя в 1900 году в Париже.
Установили же памятник Теодоросу Колокотронису на его нынешнем месте в 1904 году.

## Описание
Памятник Теодоросу Колокотронису в Афинах представляет собой бронзовую скульптуру Теодороса Колокотрониса на коне, установленную на высоком прямоугольном, с одной закругленной стороной, мраморном постаменте, дополненным декором и ступенчатым стилобатом.
Постамент памятника украшен, в частности, рельефом сцен битвы под Дервакионом и заседаниями Пелопоннесского сената во время Греческой революции.
Национальный герой показан полным уверенности и доблести. Памятник установлен таким образом, что голова и взгляд Колокотрониса обращены к дворцу Греческого парламента, а правая рука указывает в противоположную сторону, где на протяжении XIX века располагались королевские конюшни. По этому поводу в Афинах возникла популярная политический шутка: якобы революционный генерал указывает парламентариям, что по причине их лояльности и полной преданности монарху, им по праву принадлежит заседать не в роскоши, а именно в конюшне.